# 4839 Daisetsuzan
4839 Daisetsuzan eller 1989 QG är en asteroid i huvudbältet som upptäcktes den 25 augusti 1989 av de båda japanska astronomerna Kazuro Watanabe och Kin Endate vid Kitami-observatoriet. Den är uppkallad efter Taisetsuzan.
Asteroiden har en diameter på ungefär 8 kilometer.